# Airborne Early Warning
De afkorting "AEW" staat voor Airborne Early Warning en wordt in het Verenigd Koninkrijk sinds de vijftiger jaren als toevoeging gebruikt om de taak van radarvliegtuigen aan te duiden (bijvoorbeeld de Skyraider AEW1 voor de Britse marine).
Het is echter een algemeen gebruikte term geworden voor een vliegend waarschuwingssysteem: meestal een aangepaste versie van een vliegtuig, maar er zijn ook varianten van helikopters en luchtschepen. De afkorting wordt daarom ook gebruikt voor systemen die van de fabriek of gebruiker soms een heel andere typeaanduiding hebben gekregen. Zo is de Boeing E-3 AWACS (Airborne Warning and Control System) ook een AEW-toestel.

## Lijst van AEW-toestellen

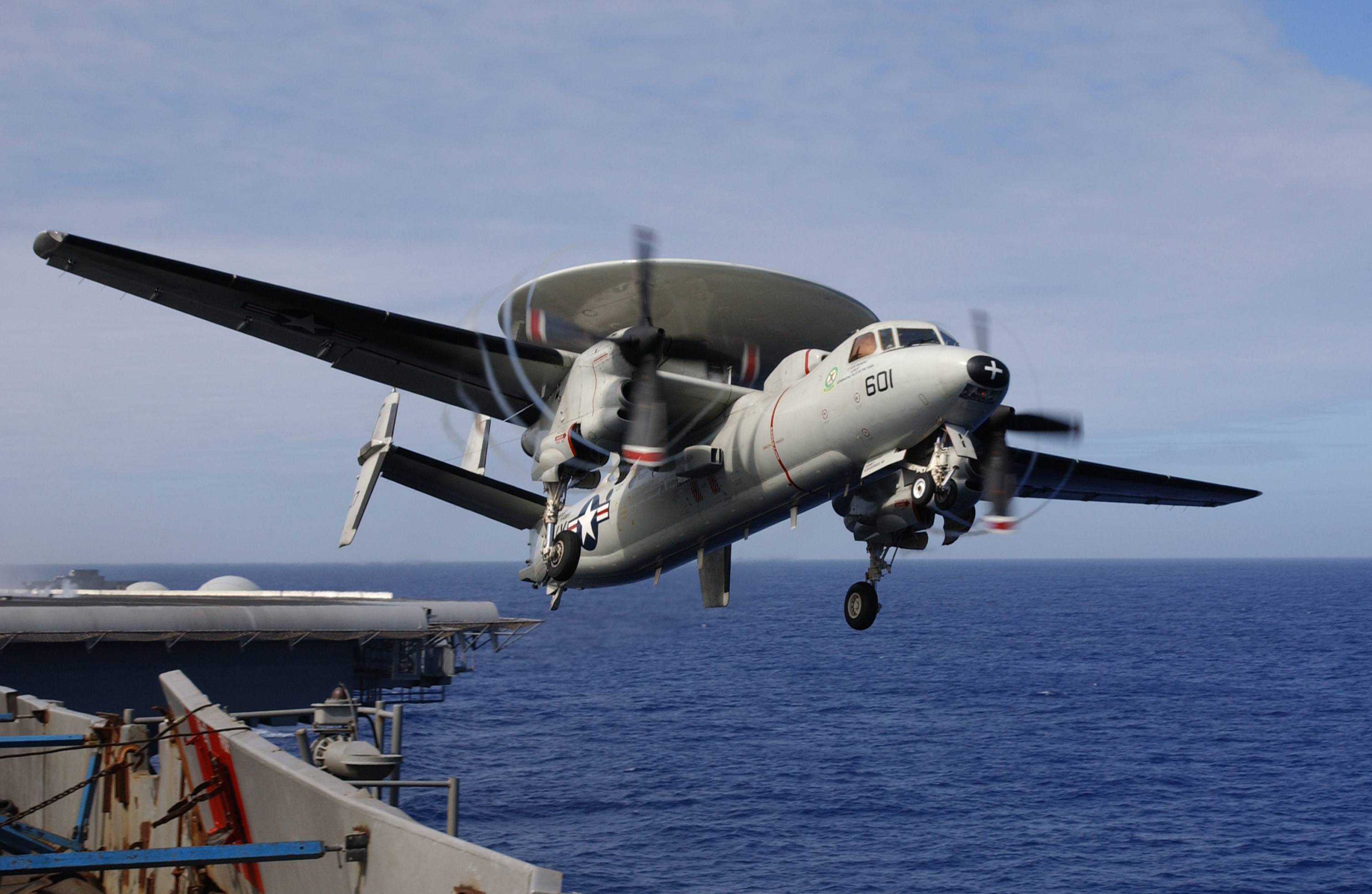
Een E-2C Hawkeye stijgt op van het vliegdekschip USS Kitty Hawk

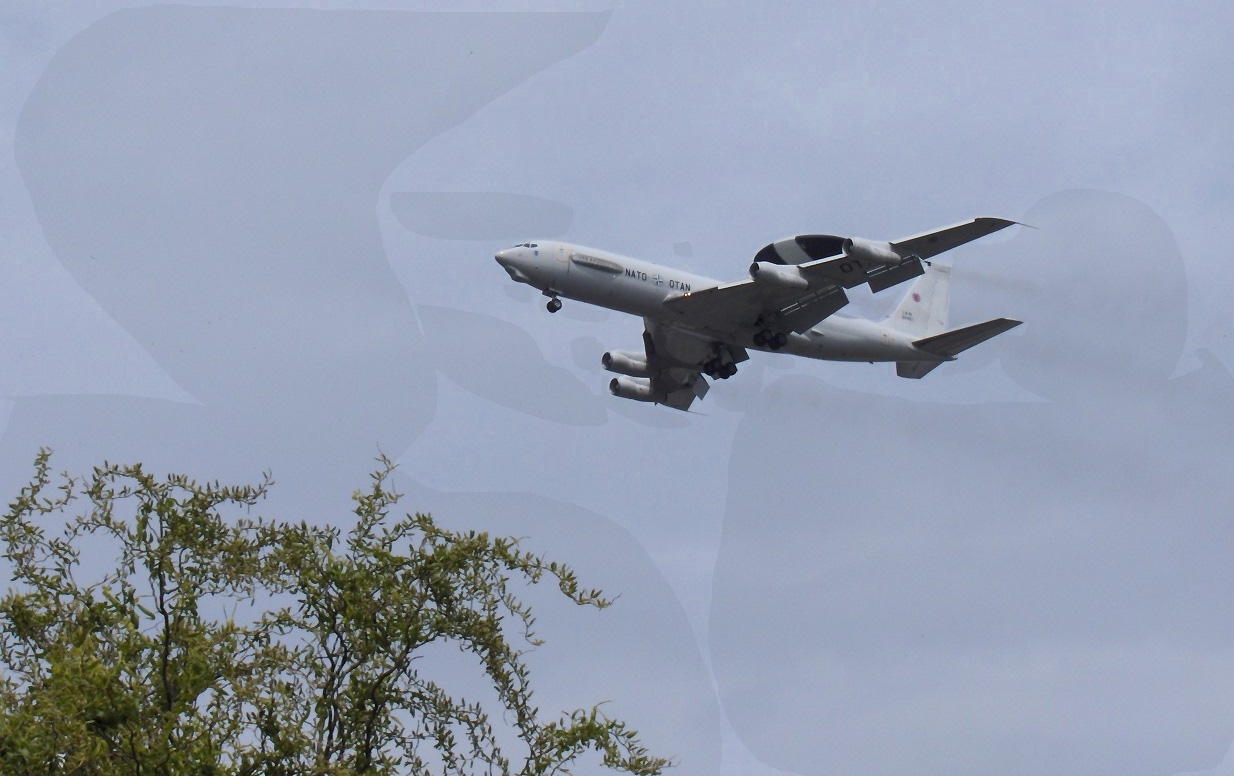
Een NAVO Boeing E-3 Sentry bij landing in Oostende, België

- Avro Shackleton
- PB-1W Flying Fortress
- Boeing 737 AEW&C
- Boeing E-767
- E-1 Tracer
- E-2 Hawkeye
- E-3 Sentry
- TBM-3W2 Avenger
- EC-121 Warning Star
- Fairey Gannet
- Gulfstream G550
- Neptune MR.1
- Beriev A-50
- KJ-1 AEWC
- KJ-2000
- Saab 2000
- Tupolev Tu-126